# Harold A. Wilson
Harold Allan Wilson (Horncastle, 22 januari 1885 - Durban, 17 mei 1932), was een Brits atleet.

## Biografie
Wilson won tijdens Olympische Zomerspelen 1908 in eigen land de gouden medaille met het Britse 3 mijlteam en de zilveren medaille op de 1500 meter.

## Palmares

### 1500m
- 1908:  OS - 4.03,6

### 3 mijl team
- 1908:  OS - 6 punten

- World Athletics: 14991684